# Ghost Reveries
Ghost Reveries es el octavo álbum del grupo sueco Opeth. Fue su primer álbum bajo el sello discográfico Roadrunner Records. Tuvo gran éxito alrededor del mundo llegando ser número 9 en Suecia. Este el primer álbum con el tecladista Per Wiberg y el último con el baterista Martin López y el Guitarrista Peter Lindgren.[cita requerida]
Se intentó hacerlo un álbum conceptual, que narra la historia de como una persona asesina a su madre y después de este suceso se va hundiendo en la culpa, la locura, y la agonía.
Es considerado por los fanáticos como uno de los mejores discos de la banda.

## Estilo
Ghost Reveries en un inicio pretendía ser un álbum conceptual con un estilo lírico similar a "Still Life", con numerosas pistas que relacionaban la historia de la confusión de un hombre después de cometer un acto desmedido, simbolizado por la muerte de su propia madre. Las primeras canciones del disco en ser compuestas fueron "Ghost of Perdition", "Baying of the Hounds" e "Isolation Years" y la idea según Åkerfeldt era a partir de estas canciones crear la historia, sin embargo al paso del tiempo en la composición las letras añadieron un significado ambiguo y más emocional, siendo un disco conceptual más centrado en la evolución emocional del protagonista que en contar una historia en sí.
Musicalmente "Ghost Reveries" es característico por su excelsa variedad de elementos, teniendo toques oscuros que recuerdan a "My Arms, Your Hearse", la mezcla de elementos limpios y pesados que hacen referencia a "Still Life", los elementos de Death Metal característicos de la banda sacados de "Blackwater Park", elementos pesados que recuerdan a "Deliverance" y a su vez elementos melódicos y limpios que hacen clara referencia a "Damnation", siendo considerado por esto su disco más variado.

## Trabajo de arte
La gótica portada del disco fue creada por Travis Smith, quien creó varias portadas para la discografía de Opeth. Åkerfeldt dijo al respecto:
"Había estado en busca de uno de esos antiguos grabados en madera de tipo medieval. Peter y yo fuimos a la Biblioteca Real de Estocolmo en busca de una imagen tétrica pero era como buscar una aguja en un pajar, no pudimos encontrar nada. En ese ínterin había recibido algunas fotos del buen Travis Smith, y el señor Smith es un genio. La imagen de las velas me causó una muy buena impresión ¡Me encanta! Es probable que sea la portada más gótica que hayamos tenido."

## Lista de canciones
1. "Ghost of Perdition" – 10:29
2. "The Baying of the Hounds" – 10:41
3. "Beneath the Mire" – 7:57
4. "Atonement" – 5:23
5. "Reverie (-1:05)/Harlequin Forest" – 11:39
6. "Hours of Wealth" – 5:20
7. "The Grand Conjuration" – 10:21
8. "Isolation Years" – 3:51

## Personal
- Mikael Åkerfeldt - guitarra y voces
- Martín López - batería
- Peter Lindgren - guitarra
- Martín Méndez - bajo
- Per Wiberg - teclado y voces

- Datos: Q18621
- Multimedia: Opeth / Q18621